# Maria Maier-Stolte
Maria Maier-Stolte (n. 1946) es una botánica alemana, que cumple actividades académicas en el "Departamento de Morfología y Sistemática Vegetal, de la Universidad de Kassel, Alemania, trabajando en la sistemática y filogenia del género Ephedra L. 1753.

## Algunas publicaciones
- stanley Caveney, David a. Charlet, helmut Freitag, maria Maier-Stolte, alvin n. Starratt. 2001. New observations on the secondary chemistry of world Ephedra (Ephedraceae). Am. J. of Botany 88 :1199-1208

- h. Freytag, m. Maier-Stolte. 1989. The Ephedra species of Forssklhl: Identity and typification. Taxon 38: 545-556
- La abreviatura «Maier-St.» se emplea para indicar a Maria Maier-Stolte como autoridad en la descripción y clasificación científica de los vegetales.[2]